# Ben Earl
Benjamin Arthur Earl (7. ledna 1998, Redhill) je anglický ragbista, který hraje jako vazač a rváček za anglický celek Saracens.
Hráčem Saracens je od roku 2016. V sezoně 2021/22 byl zvolen nejlepším hráčem nejvyšší anglické soutěže. Čtyřikrát byl vybrán do nejlepší sestavy Premiership Rugby (2020, 2022–2024). Se svým současným týmem vyhrál třikrát tuto soutěž (2018, 2019, 2023). V roce 2019 se stal vítězem i Evropského poháru mistrů. O rok později vyhrál Vyzývací pohár za Bristol Bears, kde byl na hostování. V téže sezoně položil společně s Olliem Thorleyem (Gloucester) nejvíce pětek v anglické lize (11). Za Bristol Bears hrál i v roce 2021.
Za seniorskou reprezentaci Anglie si poprvé zahrál v únoru 2020 v zápase Six Nations proti Skotsku. Na tomto turnaji nastoupil čtyřikrát jako náhradník a Anglie se stala vítězem Poháru 6 zemí. První pětku položil na MS 2023 v boji o 3. místo proti Argentině a pomohl své zemi k zisku bronzových medailí. Kromě zápasu proti Chile hrál pokaždé v základní sestavě a ve všech těchto zápasech nechyběl ani minutu na hřišti. Byl v nominaci na nejlepšího hráče Six Nations 2024. V roce 2025 byl součástí Britských a Irských lvů.